# Moulin Rouge

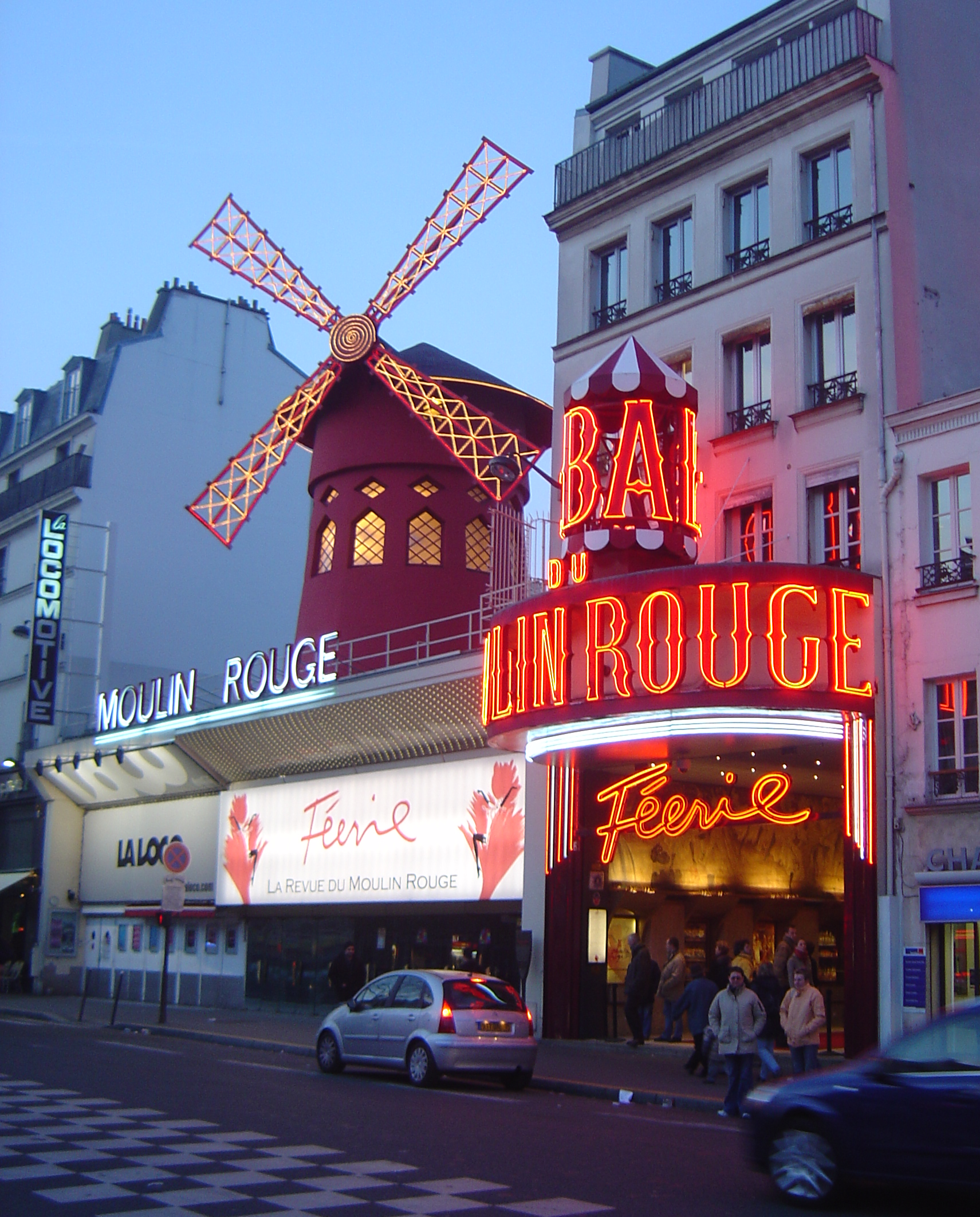
Moulin Rouge, em Paris

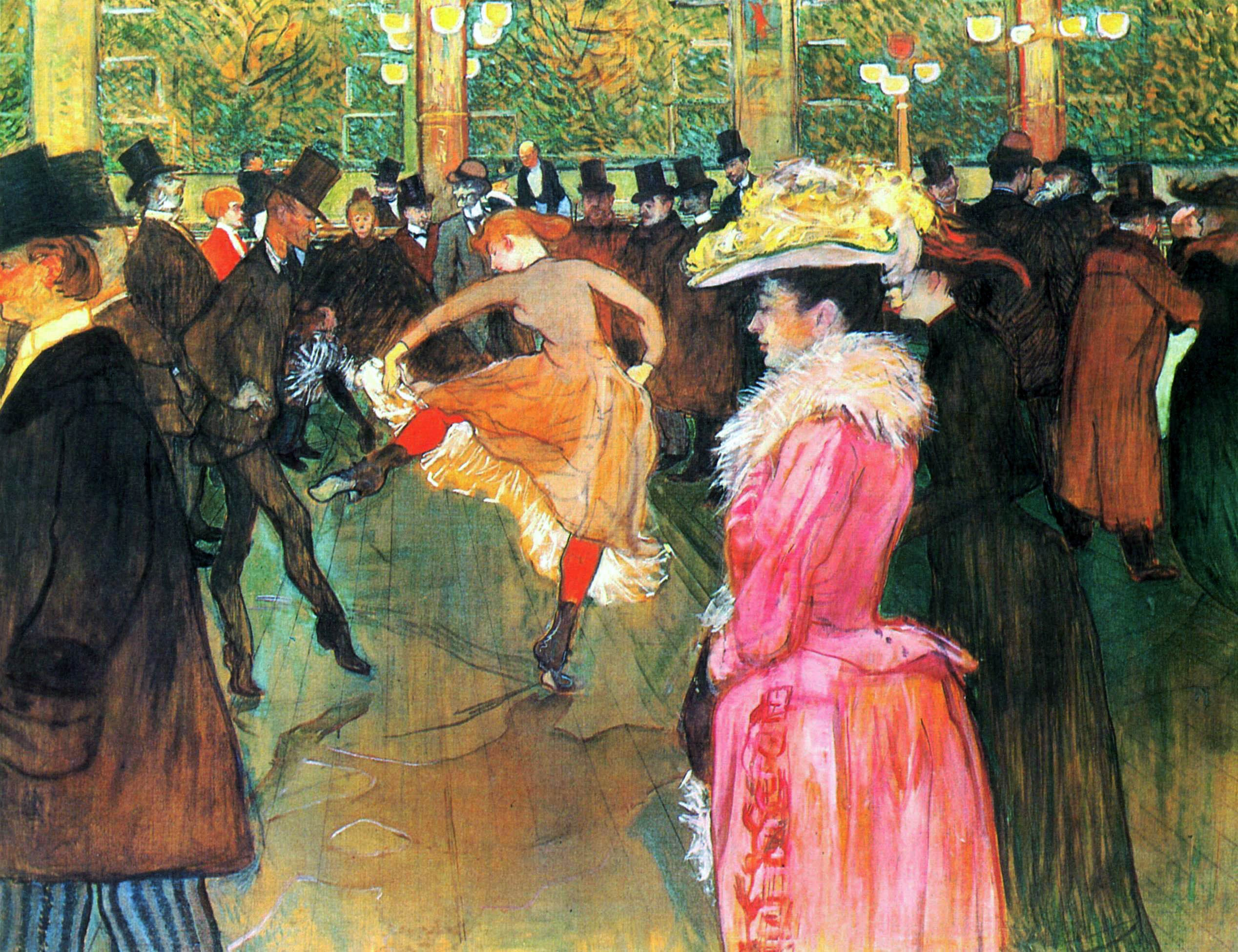
Henri de Toulouse-Lautrec: La danse au Moulin Rouge (1890)

Moulin Rouge (que em português significa Moinho Vermelho) (48° 53′ 03″ N, 2° 19′ 56″ L) é um cabaré tradicional, construído no ano de 1889 por Josep Oller, que já era proprietário anteriormente do Paris Olympia e Charles Zidler. O Moulin Rouge foi desenhado pelo arquiteto Adolphe Léon Willette. Situado na zona de Pigalle no Boulevard de Clichy, ao pé de Montmartre, em Paris, França. É famoso pela inclusão no terraço do seu edifício de um grande moinho vermelho concebido por A. Willette. O Moulin Rouge é um símbolo emblemático da noite parisiense, e tem uma rica história ligada à boêmia da cidade.
Há mais de cem anos que o Moulin Rouge é lugar de "visita obrigatória" para muitos turistas. O Moulin Rouge continua a oferecer na actualidade uma grande variedade de espectáculos para todos aqueles que querem evocar o ambiente boémio da Belle Époque e que ainda está presente no interior da sala de espectáculos. Não obstante, o estilo e o nome do Moulin Rouge de Paris foram imitados por muitos clubes de variedades e salas de espetáculos em todo o mundo. Símbolo global da cultura parisiense do final do século XIX, com seus famosos dançarinos de cancan.
A sala, as bailarinas e os seus frequentadores constituem um dos temas preferidos na obra do pintor Henri de Toulouse-Lautrec.
Sua grande estrela no início do século XX foi a inesquecível Mistinguett.
Em 25 de abril de 2024 as pás do moinho de vento e parte do letreiro do Moulin Rouge expostos em sua fachada caíram ao chão, mas não atingiu ninguém; é a primeira vez que isso acontece em toda a história do famoso cabaré parisiense.

## Artistas notáveis
- Yvette Guilbert, nascido Emma Laure Esther Guilbert (1865 ou 1867–1944), foi uma cantora francesa
- La Goulue cujo nome verdadeiro era Louise Weber (1866—1929), foi uma popular dançarina francesa de Cancan
- Jane Avril, também conhecida também como La Mélinite (1868—1943), foi uma dançarina francesa de Cancan
- Jeanne Bourgeois (1875—1956), artisticamente conhecida como Mistinguett foi uma cantora e atriz francesa

## Poster

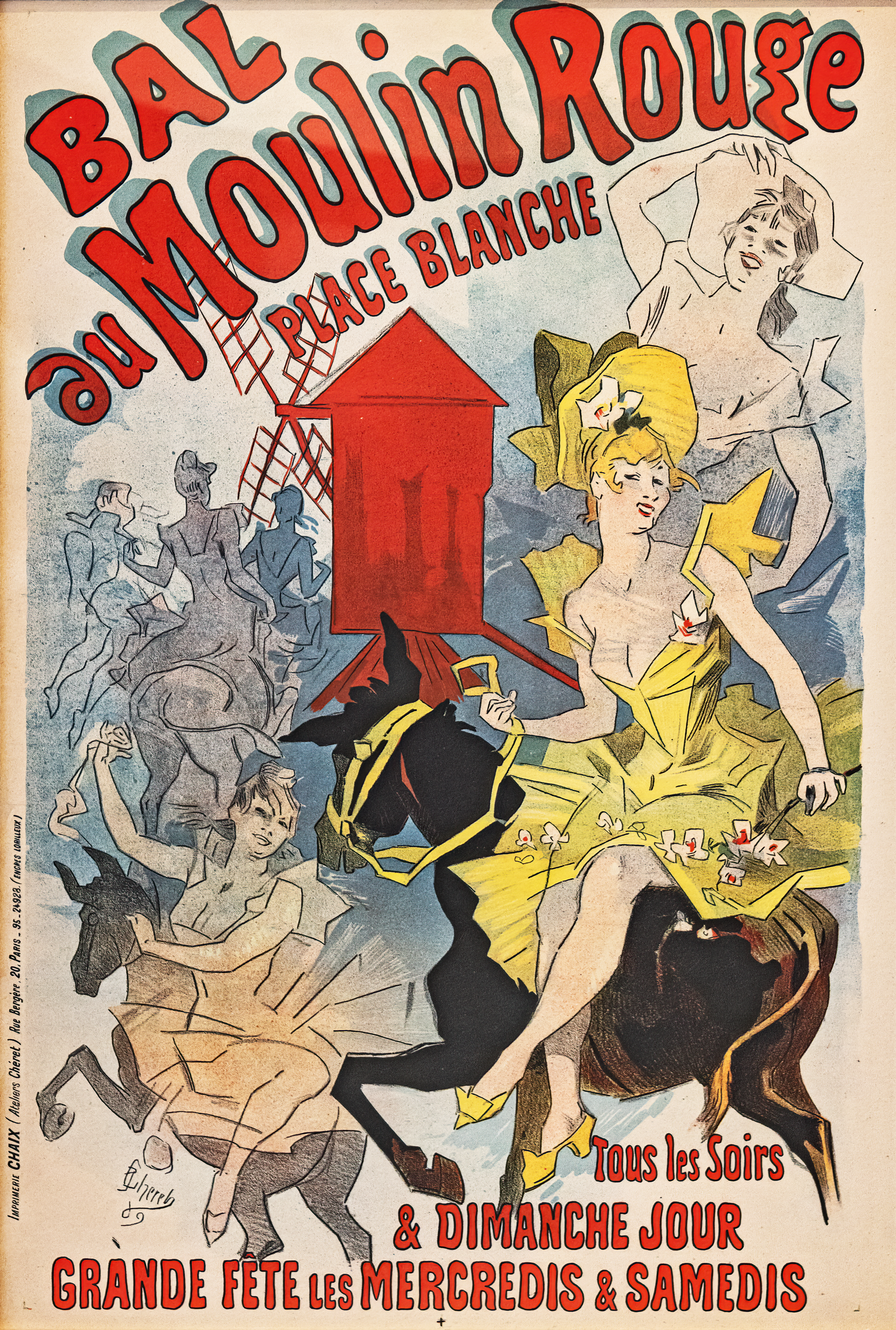
Jules Chéret, 1889

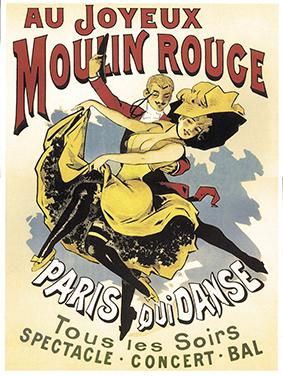
Alfred Choubrac, 1896

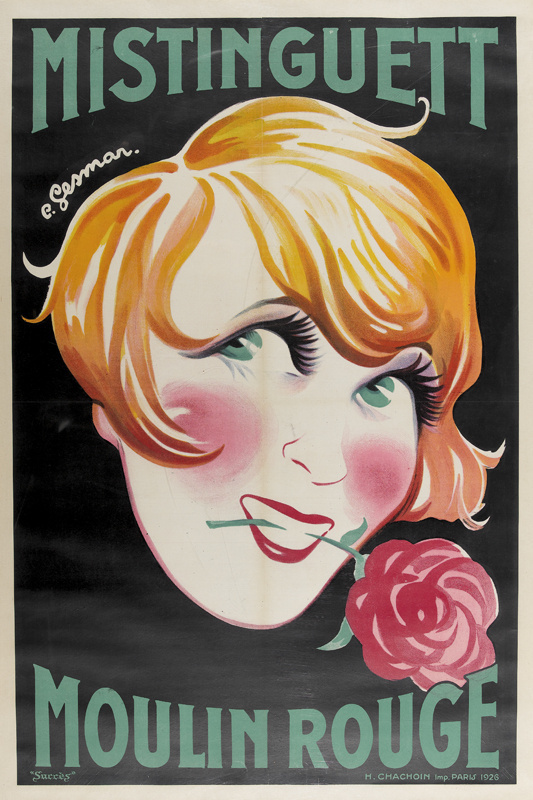
Charles Gesmar, 1926